# 761 Brendelia
761 Brendelia је астероид главног астероидног појаса чија средња удаљеност од Сунца износи 2,863 астрономских јединица (АЈ).
Апсолутна магнитуда астероида је 10,83 а геометријски албедо 0,227.